# Nikola Firentinac
Nikola Firentinac (Toskana, 1418 — Šibenik, 1506), u italijanskoj istoriji umetnosti poznat kao Niccolò Fiorentino, ili Niccolò Di Giovanni Fiorentino bio je renesansni vajar i arhitekt. Najverovatnije toskanskog porekla, Nikola je veći deo svog života umetničkog stvaranja proveo je u Dalmaciji, u kojoj je znatno uticao na nove naraštaje graditelja i vajara.

## Život i karijera
Rođen je u Toskani 1418. godine, gde je proveo detinjstvo. Potom je radio u Donatelovoj padovanskoj vajarskoj radionici (kasnih 1440-tih ili početkom 1450-tih), a nakon toga i u Veneciji.Anne Marham Schulz Niccolò di Giovanni Fiorentino and Venetian sculpture of the early Renaissance, 1978.

### Venecijanski period stvaranja
Nikola Firentinacje tokom boravka u Veneciji boravio je u parohiji San Marino i plaćao najam kuće pet i pol dukata na godinu. Prema mišljenju istoričarke umetnosti Anne Marham Schulz Nikola Firentinac, je nakon perioda slave vajara Bartolomea Bona i afirmacije Antonija Rizza - bio prvi venecijanski vajar.
Dela iz venecijanskog perioda
U Venciji su nastala sledeća vajarska dela Nikole Firentince:
- Grob dužda Francesca Foscaria (umro 1457) iz crkve Santa Maria dei Frari,
- kip Svetog. Marka,
- kip Gorgone ratnice,
- kip Muzike i Retorike sa slavoluka Foscari iz duždeve palate,
- kipovi Svetog. Kristofora i Uznesenja Marijinog sa glavnog portala crkve Madonna dell Orto,
- grob Orsata Giustiniania (umro 1464) iz kapele samostanske crkve Santa Andrea della Certosa,
- grob Vittorea Cappella (umro 1467) iz crkve Santa Elena,
- mali reljef Svetog Jeremije iz pustinje iz crkve Santa Maria del Giglio.

### Dalmatinski period stvaranja
Po dolasku u Dalmaciju na Hvaru je Nikola boravio, najverpvatnij, u vreme početka gradnje franjevačkog samostana osnovanog 1461. godine, a čija je gradnja započeta oko 1465. godine, kada nastaje reljef Bogorodice s Detetom. Tada je ostvario i blisku vezu s bosanskim franjevcima, za koje je odradio nekoliko značajnih narudžbi, npr. reljef Bogorogice s Isusom u naručju iz Orebića. Sve to implicitno upućuje na povezanost njegove pojave u Dalmaciji s tehničkom pomoći koja je pred Papinim najavljenim dolaskom u Dubrovnik stizala s druge strane Jadrana.
Trogirski period
Nakon dolaska u Dalmaciju Nikola Firentinac, je jedno vreme stvarao u Trogiru, tačnije u decembru 1467 zajedno sa vajarem Andrijom Alešijem, sa kojim je potpisao ugovor za izradu skulptorske dekoracije kapele Svetog Giovannija Orsinija u trogirskoj katedrali (16 slobodno stojećih kipova — uključujući Hrista i dvanaest apostola i reljef Marijinog krunisanja).
Iz saradnje Nikole Firentinca sa Andrijom Alešijem, koja je započela 1468. godine, smatra se datumom početka primene renesansnog stila u Dalmaciji. Tada nastaje projekt Nikole Firentinca za gradnju kapele, prvog celovitog arhitektonskog dela rane renesanse na istočnoj obali Jadrana. Uz Nikolu Firentinca i Andriju Alešija na izradi kapele Svetog Giovannija Orsinija, pridružio im se i Ivan Duknović.
Godinu dana kasnije (1469) Nikola Firentinac i Andrija Aleši rade zajedno i u trogirskoj dominikanskoj crkvi grobnicu patricija Subotića.
Četiri godine kasnije (1473) Nikola Firentinac je ponovo potpisao ugovor zajedno sa Alešijem za dekoraciju pročelja i portala samostanske (augustinske) crkve Svete Marije na ostrvu San Niccolo (otočje Tremiti). Cjelokupan rad je dovršen 1473. godine. Godine 1475 Nikola nastavlja radove Jurja Dalmatinca na gradnji šibenske katedrale, a 1477 godine preuzima dužnost protomaestra na gradnji šibenske katedrale.
Šibenski period
Godine 1502. Nikola je preuzeo izradu projekta za crkvu Svete Marije u polju (Šibenik), i na tom poslu i nastavku gradnje šibenske katedrale radio je sve do svoje smrti 1506. godine Nakon smrti Nikole Firentinca, gradnju katedrale su konačno završili Bartolomeo i Giacomo da Mestre.

## Delo
Za period renesanse u Hrvatskoj Nikola Firentinac je značajan, jer je taj stil u umetnosti doneo iz Toskane i počeo da ga primenjuje po prvi put na Kapeli blaženog Đovannija Orsinija u trogirskoj katedrali. Nakon toga i na Katedrali Svetog Jakova u Šibeniku, kad je preuzeo njenu gradnju posle smrti Juraja Dalmatinca 1473. godine, na kojoj je završio gradnju bočnih brodova, kupole i projekt krovišta sa kamenim svodovima. Po nekim istoričarima umetnosti Nikola Firentinac izveo je veći deo ili 2/3 katedrale, a Juraj Dalmatinac 1/3.

## Napomene
1. ↑  Ako bismo prihvatili tezu da se Nikola rodio 1418. godine, onda bi to značilo da je doživio više od 88 godina, što samo po sebi nije nemoguće, međutim manje je verovatno da bi 1502. godine, u dobi od 84 godine, potpisivao ugovor za gradnju Nove crkve u Šibeniku i čak odlazio na Brač da vadi kamen za gradnju, kako o tome svedoče dokumenti.[2]

## Spoljašnje veze
Mediji vezani za članak Nikola Firentinac na Vikimedijinoj ostavi